# لیندسی جانسن
لیندسی جانسن (انگلیسی: Lindsay Johnson؛ زادهٔ ۸ مهٔ ۱۹۸۰) یک بازیکن فوتبال است.
وی سابقه بازی در تیم ملی بانوان انگلیس را دارد.